# Samson (1598)

Samson var ett svenskt furuskepp, som beställdes av hertig Karl 1598, och tillverkades av Anders Pedersson i Enånger. Det 30 meter långa skeppet användes främst som lastfartyg, även om det kunde bestyckas med upp till 20 kanoner. Samson nämns sista gången 1607.
Vrakdelar från vad som antas vara Samson baserat på skeppets storlek, konstruktion samt virkets härkomst, hittades 2019 av arkeologer på en innergård i kvarteret Styrpinnen, som ligger mellan Kungsträdgården och Berzeli park i Stockholm. På 1600-talet gick Nybroviken ända upp dit, det var först under mitten av 1800-talet som det torrlades, så skeppet kan ha övergetts vid strandkanten, och vartefter täckts av skräp. Marinarkeologer har funnit mynt, glas, keramik, pipor och en liten spelkula vid vrakdelarna.
Detaljer har upptäckt detaljer som påvisar att konstruktören inspirerats av större örlogsfartyg som Mars och Elefanten, och marinarkeolog Jim Hansson menar att Samson är ett unikt exempel på ett skepp som byggts i en brytningstid mellan den äldre och senare skeppsbyggnadskonsten.